# Carposina ferruginea
Carposina ferruginea là một loài bướm đêm thuộc họ Carposinidae. Nó được mô tả lần đầu tiên bởi Lord Walsingham vào năm 1907 và là loài đặc hữu của Molokai.